# Philmont (New York)
 For alternative betydninger, se Philmont. (Se også artikler, som begynder med Philmont)
Philmont er en landsby i Columbia County, New York. Philmont har en befolkning på 1.379 indbyggere.

## Historie
Philmont var tidligere kendt som "Factory Hill" ("Fabrikhøj" på dansk), på grund af en række af uldfabrikker. Landsbyen var indarbejdet i 1891. Navnet "Philmont" kommer fra George P. Philip, der byggede et reservoir til at lave vand til hans mølle i området.

## Geografi
Philmont har et areal på 3.18 km².

## Rekreation
High Falls Conservation Area er i Philmont. High Falls er Columbia Countys højeste vandfald,

42°14′56″N 73°38′56″V / 42.2489°N 73.6489°V